# Cipangochalax
Cipangochalax é um género de gastrópode  da família Alycaeidae.
Este género contém as seguintes espécies:
- Cipangocharax akioi  Minato & Abe, 1980
- Cipangocharax biexcisus H. A. Pilsbry, 1902
- Cipangocharax kiuchii Minato & Abe, 1982
- Cipangocharax okamurai Azuma, 1980
- Cipangochalax placeonovitas Minato, 1981